# Buikige zakdrager
De buikige zakdrager (Dahlica listerella) is een vlinder uit de familie van de zakjesdragers (Psychidae). De wetenschappelijke naam van deze soort werd als Phalaena listerella in 1758 gepubliceerd door Carl Linnaeus. De naam is onderdeel van een reeks waarin Linnaeus beroemde zoölogen vernoemde. Deze soort werd naar Martin Lister vernoemd.
De soort komt voor in Europa.